# جوديث أوين
جوديث أوين (بالإنجليزية: Judith Owen)‏ هي مغنية بريطانية، ولدت في 1969 في لندن في المملكة المتحدة.

## وصلات خارجية
- جوديث أوين على موقع ميوزك برينز (الإنجليزية)
- جوديث أوين على موقع أول ميوزيك (الإنجليزية)
- جوديث أوين على موقع ديسكوغز (الإنجليزية)